# 柯尼希湖河
柯尼希湖河（德語：Königsseer Ache）是德國巴伐利亞州的河流，位於該國東南部，流經柯尼希湖，在貝希特斯加登與拉姆紹河匯流成為貝希特斯加登河，河道全長4.8公里，流域面積164平方公里。

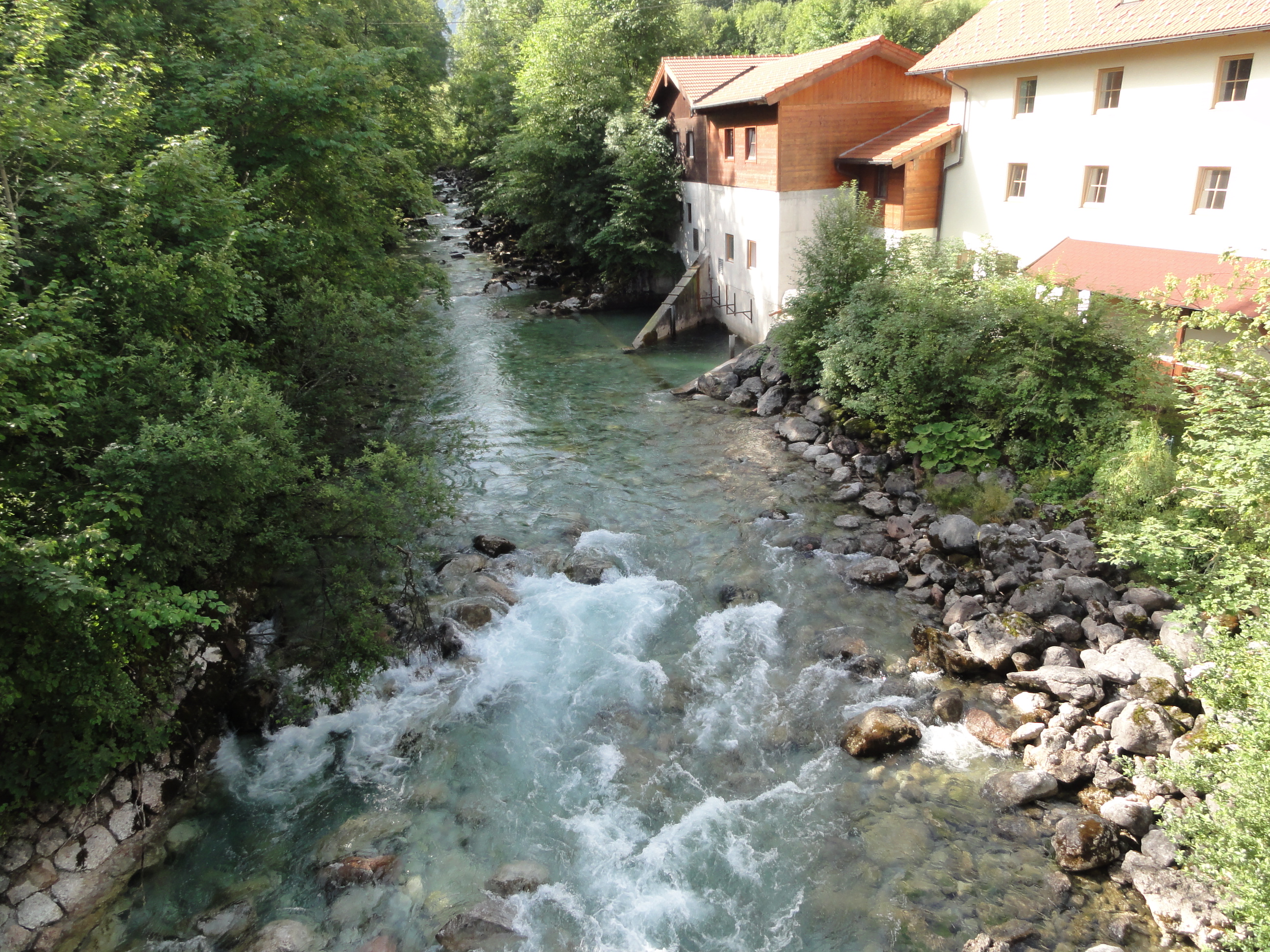
柯尼希湖河